# Libera (singolo Anna Tatangelo)
Libera è un singolo della cantante italiana Anna Tatangelo, pubblicato l'11 febbraio 2015 come quarto estratto dall'omonimo album.

## Descrizione
Il brano, scritto da Kekko Silvestre e Enrico Palmosi, viene presentato dalla Tatangelo al Festival di Sanremo 2015.
La canzone è stata ascoltata per la prima volta durante la seconda serata della Kermesse condotta da Carlo Conti. Nella quarta serata la canzone viene definitivamente eliminata insieme a Voce brano di Lara Fabian, Vita d'inferno di Biggio e Mandelli e Come una favola  brano di Raf.
La cantante rispetto al brano dichiara "Non mi sono mai sentita più libera".

## Video musicale
Nel videoclip è presente Anna in una gabbia, che si dondola su di un'altalena all'inizio con un lungo vestito nero e nella fine con un lungo vestito bianco.
Il video è diretto da Gaetano Morbioli.

## Classifiche
| Classifica (2015) | Posizione massima |
| ----------------- | ----------------- |
| Italia            | 58                |
| Italia (airplay)  | 50                |